# Timbang Deli (Galang)
Timbang Deli is een bestuurslaag in het regentschap Deli Serdang van de provincie Noord-Sumatra, Indonesië. Timbang Deli telt 3319 inwoners (volkstelling 2010).